# 可是不是夏天
《可是不是夏天》是1993年7月1日推出的夏之管(TUBE)的第17張單曲。

## 收錄曲目
1. 可是不是夏天(だって夏じゃない)

作詞  前田亘輝  : 作曲  春畑道哉
1. あずけてごらん
2. 可是不是夏天(Original Karaoke)